# Igor Djakonow
Igor Michajłowicz Djakonow (ros. И́горь Миха́йлович Дья́конов; ur. 30 gru. 1914?/12 stycznia 1915 w Piotrogrodzie, zm. 2 maja 1999 tamże) – rosyjski językoznawca, orientalista i historyk, ekspert w historii starożytnego Bliskiego Wschodu.
W latach 1922–1929 wraz z rodziną mieszkał w Norwegii (nauczył się wówczas norweskiego), w 1938 ukończył studia na Uniwersytecie Leningradzkim, następnie pracował w Dziale Wschodu Państwowego Ermitażu. Po ataku Niemiec na ZSRR służył w armii radzieckiej, walczył na Froncie Karelskim, po czym został tłumaczem radzieckiej komendantury miasta Kirkenes. W 1946 został zdemobilizowany, pracował na uniwersytecie. Napisał dziesiątki monografii i setki publikacji. Był założycielem petersburskiej szkoły asyrologii. Miał honorowe członkostwo wielu europejskich i amerykańskich towarzystw naukowych i akademii.